# Chorthippus supranimbus
Chorthippus supranimbus är en insektsart som beskrevs av Yamasaki 1968. Chorthippus supranimbus ingår i släktet Chorthippus och familjen gräshoppor.

## Underarter
Arten delas in i följande underarter:
- C. s. supranimbus
- C. s. hakusanus
- C. s. shiroumanus
- C. s. norikuranus